# Ionema coecum
Ionema coecum är en rundmaskart som beskrevs av Hans August Kreis 1963. Ionema coecum ingår i släktet Ionema och familjen Leptolaimidae. Inga underarter finns listade i Catalogue of Life.